# Jochen Borchert

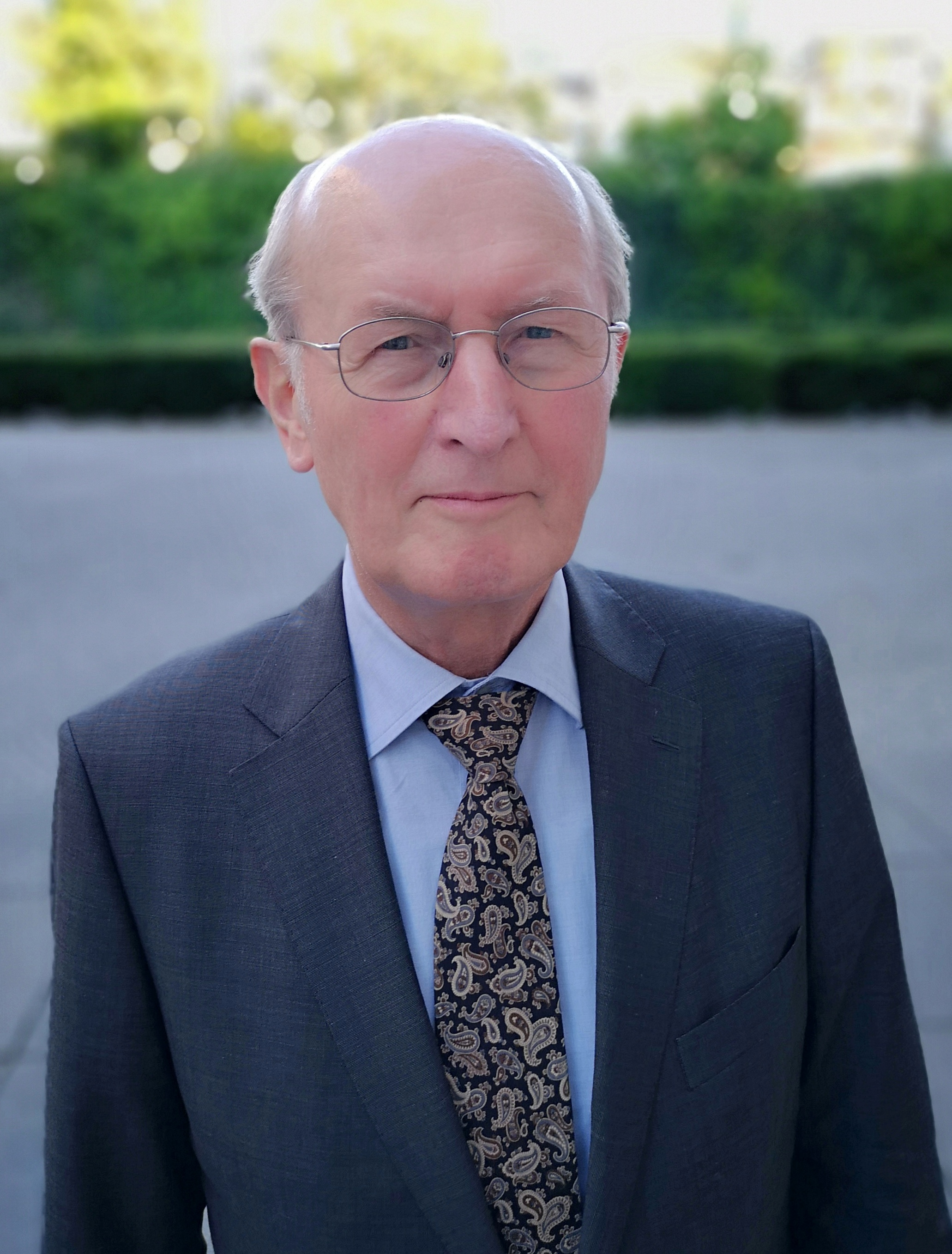
Jochen Borchert (2018)

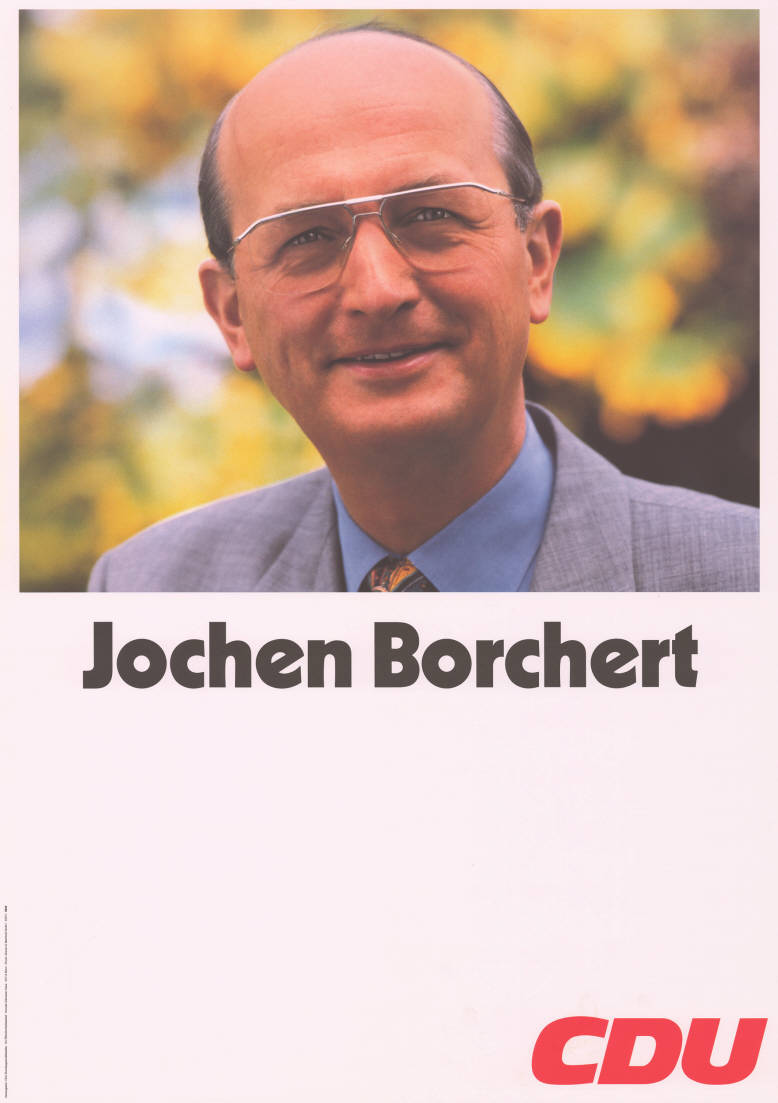
Personenplakat Jochen Borcherts (1995)

Johann Joachim Borchert (* 25. April 1940 in Nahrstedt) ist ein deutscher Politiker (CDU). Er war von 1993 bis 1998 Bundesminister für Ernährung, Landwirtschaft und Forsten.

## Leben und Beruf
Jochen Borchert wurde in Nahrstedt bei Stendal, Altmark als Sohn eines Landwirts geboren. 1953 floh seine Familie in den Westen. Nach der Mittleren Reife absolvierte Borchert von 1957 bis 1959 eine landwirtschaftliche Lehre und besuchte anschließend von 1960 bis 1961 die Ingenieurschule für Landbau in Soest und erwarb hier den Abschluss als Agraringenieur. 1970 übernahm er den elterlichen Pachtbetrieb in Wattenscheid und begann außerdem ein Studium der Wirtschaftswissenschaften an der Ruhr-Universität Bochum, welches er 1974 als Diplom-Ökonom beendete.
Borchert war Präsident des Deutschen Jagdschutz-Verbandes (DJV) sowie Vorsitzender des Direktoriums für Vollblutzucht und Rennen e. V. Köln. Derzeit ist er noch Ehrenpräsident der NRW-Stiftung sowie Vorsitzender der Jägerstiftung natur+mensch. Er gehört den Aufsichtsräten der Dolff-Beteiligungs AG, Düsseldorf (Vorsitzender), des Landwirtschaftlichen Versicherungsvereins Münster a. G. (Vorsitzender), der LVM-Krankenversicherungs-AG, Münster (Vorsitzender), der LVM-Lebensversicherungs-AG (Vorsitzender) und der LVM-Pensionsfonds-AG an. Borchert ist Ehren-'Alter Herr' bei der Akademischen Jagdverbindung Hubertia Ruhr zu Bochum im WJSC.
Jochen Borchert ist verheiratet und hat zwei Kinder. Seine Frau Ingrid Borchert gehört dem Rat der Stadt Bochum an. Seine Tochter ist die Journalistin Katharina Borchert.

## Politische Karriere
Seit 1965 ist Borchert Mitglied der CDU. Von 1977 bis 2000 war er Vorsitzender des CDU-Kreisverbandes Bochum und ist seit 2000 dessen Ehrenvorsitzender. Von 1976 bis 1981 gehörte Borchert dem Rat der Stadt Bochum an. Von 1980 bis 2009 war er Mitglied des Deutschen Bundestages. Jochen Borchert ist stets über die Landesliste Nordrhein-Westfalen in den Deutschen Bundestag eingezogen. Von 1989 bis 1993 war er hier haushaltspolitischer Sprecher der CDU/CSU-Bundestagsfraktion.
Am 21. Januar 1993 wurde Borchert als Bundesminister für Ernährung, Landwirtschaft und Forsten in die von Bundeskanzler Helmut Kohl geführte Bundesregierung berufen, der er für zwei Legislaturperioden angehörte (Kabinett Kohl IV / Kabinett Kohl V). Nach der Bundestagswahl 1998 schied er am 26. Oktober 1998 aus der Bundesregierung aus. Außerdem war er von 1993 bis 2003 Bundesvorsitzender des Evangelischen Arbeitskreises der CDU/CSU.

## Sonstiges
Jochen Borchert war der einzige Abgeordnete aus den Reihen der CDU/CSU, der gegen das Zugangserschwerungsgesetz stimmte, das am 18. Juni 2009 im Bundestag mit den Stimmen der Koalitionsparteien beschlossen wurde.
Zu seiner Zeit als Minister übernahm er 1993 eine Baumpatenschaft für die Dicke Eiche im Kottenforst bei Bonn.

## Ehrungen
- 1995: Großes Goldenes Ehrenzeichen am Bande für Verdienste um die Republik Österreich[5]
- 1996: Großes Verdienstkreuz der Bundesrepublik Deutschland
- 2009: Ehrenring der Stadt Bochum
- 2010: Professor-Niklas-Medaille des Ministeriums für Ernährung und Landwirtschaft
- 2018: Verdienstorden des Landes Nordrhein-Westfalen